# 牟州
牟州（ぼうしゅう）は、中国にかつて存在した州。
596年（開皇16年）、隋代により萊州より分割設置される。605年（大業元年）に廃止となり、管轄県は再び萊州に統合された。

## 下部行政区画
- 観陽県
- 牟平県
- 黄県
- 文登県
- 昌陽県